# Hydrolithon onkodes
Hydrolithon onkodes (Heydrich) D. Penrose & Woelkerling, 1992  é o nome botânico  de uma espécie de algas vermelhas pluricelulares do gênero Hydrolithon, família Corallinaceae, subfamília Mastophoroideae.
- São algas marinhas encontradas na África, Ásia, América do Sul (Chile), América Central (Costa Rica), Austrália, algumas ilhas do Pacífico, Atlântico e Índico.

## Sinonímia
- Lithothamnion onkodes     Heydrich, 1897
- Goniolithon onkodes     (Heydrich) Foslie, 1898
- Lithophyllum onkodes     (Heydrich) Heydrich, 1901
- Lithophyllum onkodes f. subramosum     Foslie, 1907
- Lithophyllum funduense     Pilger, 1908
- Porolithon onkodes     (Heydrich) Foslie, 1909
- Lithophyllum onkodes f. funduense     (Pilger) Foslie, 1909
- Spongites onkodes     (Heydrich) Penrose & Woelkerling, 1988